# جاكي كوك
جاكي كوك هي مجدفة كندية، ولدت في 13 فبراير 1976 في ثاندر باي في كندا.

## وصلات خارجية
- جاكي كوك على موقع الاتحاد الدولي للتجديف (الإنجليزية)
- جاكي كوك على موقع اللجنة الأولمبية الدولية (الإنجليزية)
- جاكي كوك على موقع أوليمبيديا (الإنجليزية)